# Arfwidsson
Arfwidsson är en svensk släkt, härstammande från handlaren och rådmannen i Marstrand Torkel Arfwidsson (1681–1737).
Enligt en obestyrkt och föga sannolik släkttradition skulle släkten vara ättlingar till den utslocknade adliga ätten Sahlefeldt. Torkel Arfwidsson var far till Christian Arfwidsson, vars son bergsrådet Niklas Arfwidsson (1747–1813) blev far till Nils Arfwidsson.

## Personer vid namn Arfwidsson
- Christian Arfwidsson (1717–1799), köpman
- Andreas Arfwidsson (1786–1831), konstnär
- Nils Arfwidsson (1802–1880), publicist och ämbetsman
- Henry Arfwidsson (1903–1991), präst och kommunpolitiker
- Lennart Arfwidsson, arkitekt för flera svenska kyrkobyggnader under sent 1900-tal
- Birgit Bender född Arfwidsson 1942, svensk arkivarie
- Inga Arfwidsson, skipper i curlinglaget Lag Arfwidsson
- Katarina Chrifi född Arfwidsson 1973, svensk handbollsspelare